# Spoorlijn Penne-d'Agenais - Tonneins
De spoorlijn Penne-d'Agenais - Tonneins was een  Franse spoorlijn van Penne-d'Agenais naar Tonneins. De lijn was 42,4 km lang en heeft als lijnnummer 634 000.

## Geschiedenis
De lijn werd in gedeeltes geopend door de Compagnie du chemin de fer de Paris à Orléans, van Penne-d'Agenais naar Villeneuve-sur-Lot op 20 december 1869 en van Villeneuve-sur-Lot naar Tonneins op 1 juli 1894.
Personenvervoer Villeneuve-sur-Lot en Tonneins was er tot 6 maart 1939 en tussen Penne-d'Agenais en Villeneuve-sur-Lot tot 10 juni 1940. Goederenvervoer tussen Castelmoron en Clairac was er tot 18 mei 1952, tussen Sainte-Livrade en Castelmoron en tussen Clairac en Tonneins tot 1 september 1954, tussen Villeneuve-sur-Lot en Sainte-Livrade tot 1987 en tussen Penne-d'Agenais en Villeneuve-sur-Lot tot 1991.

## Aansluitingen
In de volgende plaatsen is of was er een aansluiting op de volgende spoorlijnen:
Penne-d'Agenais
RFN 631 000, spoorlijn tussen Niversac en Agen
Villeneuve-sur-Lot
RFN 635 000, spoorlijn tussen Villeneuve-sur-Lot en Falgueyrat
Tonneins
RFN 640 000, spoorlijn tussen Bordeaux-Saint-Jean en Sète-Ville

## Galerij

Station Villeneuve-sur-Lot.